# 중생 (기독교)
중생(重生, 영어: regeneration)은 기독교 용어로는 개인의 죄가 사해져 성령에 의해서 영적으로 새롭게 다시 태어나는 것이다. 이 말은 주로 신교도의 복음주의, 복음파, 기독교 근본주의, 성령파에서 주로 사용되어 보기 드물게 에큐메니칼파가 사용되는 일이 있다.

## 중생의 성경적 근거
성경적 근거는 요한의 복음서 3장 5절로, 예수 그리스도는 유대교의 랍비 지도자 니고데모에 영적인 중생이 필요한 것을 말하고 있다.
정말 잘 들어두어라. 물과 성령으로 새로 나지 않으면 아무도 하나님 나라에 들어갈 수 없다.— 요한복음 3장 5절, 공동번역 개정판

## 개념
몇 개의 기독교의 교파에서는, 중생한 사람이 기독교인이며, 이 말로 명백하게 이것을 나타내고 있다. 덧붙여서, 모든 진정한 기독교인은 중생하고 있다고 생각할 수 있다.
신학에서 구원의 교리는 구원론이라는 이름으로 불린다. 사도 바울로는, 중생은 '새로운 창조'이며, 하나님의 일하심으로 죄로 물든 생활에서 해방되고 새로운 걸음을 해, 성령에 의해서 그리스도와의 관계가 주어져 생명 있는 새로운 생활을 시작할 수가 있다는 구원론을 가르치고 있다.
누구든지 그리스도를 믿으면 새 사람이 됩니다. 낡은 것은 사라지고 새것이 나타났습니다.— 고린토인들에게 보낸 둘째 편지 5장 17절, 공동번역 개정판

## 교파별 이해
중생의 개념은 모든 기독교 교파가 가지고 있지만, 개신교 가운데 역사적으로 대각성 운동, 부흥운동으로 이어지는 복음주의 등에서 특히 강조되어왔다.

### 중생을 강조하는 교파에서
성령에 의해서 새롭게 태어나 예수 그리스도와 결합하는 영적인 침례(세례)를 받은 것을 말한다.

#### 성령에 의한 중생
복음파 및 성령파에서는 십자가의 복음을 받아 들여 신앙을 고백해, 성령에 의해서 새롭게 태어난 사람만이 기독교인이라고 인정한다. 그리고, 교회에 출석하고, 세례를 받은 것만으로는 중생하지 않는다고 가르친다. 성령에 의해서 중생한 기독교인은 자각적인 회심을 경험한다고 여겨지고 있지만, 이것은 반드시 극적인 회심 체험을 의미하고 있지 않다. 또, '중생은 신의 옆으로, 회심은 인간의 옆이다'라고 해진다. 조나단 에드워즈는 회중을 향해 '중생 체험이 없는 사람은 신의 분노 아래에 있다'라고 말했다. 사람이 구해진 것을 가리켜 중생의 말을 사용하는 복음주의자, 근본주의자, 오순절주의 기독교인은 성령에 의한 중생과 개인적인 회심 경험을 묶는다. 이 파 기독교인은, 진정한 기독교인은 회심을 경험한다고 단언한다. 성령에 의한 중생을 믿는 교회에서는 세례 (침례)를 받고, 교회원이 되는 자격을 가지는 사람은 중생한 사람뿐이다.
청교도는 참된 중생(중생)은 반드시 어떤 표시가 나타난다고 주장하였다. 어느 정도의 시간이 걸릴 수도 있지만, 눈깜짝할 순간에 경험할 수도 있다고 생각하였다. 윌리엄 에임스는 중생을 체험한 사람은 참된 은혜의 영향을 내적으로 보여주는 표시들이 나타난다고 주장하였다.(17세기 뉴잉글랜드의 지성, 51쪽)

#### 웨스리계
알미니안주의를 지지하는 성결교나 오순절주의에서는 중생과 구별하고, 새롭게 다시 태어나는 체험을 '제2의 회심'이나 '성화'를 강조하고 있다. 이들 교회에서는 성령에 의한 침례, 성령의 침례라고도 말한다.

##### 오순절주의
또, 오순절주의에서는 성령의 침례를 받았을 때에 이어(異語)를 받는 것을 강조한다.

#### 성령에 의한 침례와 성령의 침례
중생은 예수 그리스도를 믿었을 때에 성령이 자신 중에 산다는 성령의 내주를 나타내고 있다. 다만, 이 이해를 취하는 입장에서도, 성령의 침례의 말은 교파에 따라서 다른 사용법을 하는 경우가 있다.
복음파의 지도자 마틴 로이드 존스와 오야마령인은 중생을 '성령에 의한 침례'라고 해, 그리스도에 의한 '성령의 침례'와 구별하고 있지만, 반드시 이어를 수반하는 것과는 하고 있지 않다. 로이드젼즈의 '번영으로 가득 찬 기쁨'은 복음주의와 성령파의 공통점을 분명히 하는 것이라고 한다.

#### 중생을 명칭으로 하는 단체
중생을 강조하는 선교 단체에 고교생 전용의 전도 단체 Hi.B.A 고교생 성경 전도 협회 (High School Born Again)가 있다.

### 중생을 세례와 묶는 교파에서의 이해
정교회나 가톨릭교회, 성공회, 복음 교회 등의 교파에서는 세례에 의해서 새롭게 태어난다고 이해한다.
이에 비해 복음파는 '세례에 의한 중생 (세례에 의한 중생)'의 이해는 이단이라고 하여 치우고 있어, 개혁파 교회에 의해도 '세례에 의한 구제'는 이단이다고 생각되고 있는. 또, 프린스턴 신학의 찰스 홋지는 '세례를 받는 것을 명령받고 있는 것은 확실하다. 그러나 차등은 신앙에 의해서 복종할 의무이며, 도움의 손길단이 아니다', '세례에 의해서 사람은 신의 아이로 여겨져 천국의 세상 상속인이 된다는 것을 가르치는 사람은 비그리스도'라 하고 있다.
그러나, 원래 '세례에 의해서 새롭게 태어난다'라고 이해하는 이들 정교회나 가톨릭교회 등의 교파에서는 '중생'의 말 그 자체나 '세례에 의한 중생'이라는 표현이 사용되는 것은 거의 없고, 강조도 하고 있지 않다.

#### 정교회
정교회에서는 세례 기밀에서 낡은 자신이 죽음에 소생해 새로운 생명으로 태어난다고 여겨진다 (다만 '중생'의 어휘는 우선 이용되지 않는다). 세례 기밀로 사용되는 성수는 지금까지의 자기욕구·육체·물질 중심의 생활을 죽이는 물이며, 새로운 사람을 낳는 생명의 물이라고 한다.
세례를 받아 하리스트스 (그리스도)에 묶어 합쳐져 새롭게 태어나 성신 (성령)의 은사를 받아 신도로서 하리스트스에 있는 새로운 생활에 들어가, 신의 초를 얻어 가는 과정에 들어간다고 여겨진다.

#### 가톨릭교회
가톨릭교회에서는, 세례에 대해 신약 성경의 '테트스에의 편지' 3장 5절을 근거로서 '성령을 통하여 거듭나고 새로워지도록 물로 씻어 구원'이라고 표현해, '누구라도 물과 영혼에 의해서 태어나지 않으면, 신의 나라에 들어갈 수 없다.' ('요한의 복음서' 3-5)로 하고 있다. 또, 세례는 구제에 불가결한 것으로 하고 있지만, '중생'이라는 말·표현은 사용되지 않는다.

## 다른 종파에서의 이해
세계 기독교 통일 신령 협회에서는 영적 중생 뿐만이 아니라, 덧붙여 육적 중생을 받는 것에 의해서, 원죄를 청산해야 하기 때문에, 예수는 인간의 육적 중생에 의한 육적 구제 때문에, 필연적으로, 재림되게 된다고 하고 있다.

## 같이 보기
- 아우구스티누스
- 기독교로의 개종
- 복음주의
- 복음 전도
- 성령
- 독력주의

## 참고 문헌
- '성경의 교리' 오야마령인 저양군사 ISBN 4897020360
- '번영으로 가득 찬 기쁨 - 성령의 침례란 무엇인가' 마틴 로이드 존스 후리 출판 ISBN 4901634208
- '펜테코스테 신학' 오오카와 슈헤이 마르코슈 퍼블리케이션
- '전도의 역사적 탐구' Mendel 테일러 복음 문서 간행회
- '조직신학' 헨리 시센 성경 도서 간행회
- '가톨릭이란 무엇인가' 찰스 홋지 성경 도서 간행회
- '신교도와 가톨릭의 단결입니까?' ICM (이미지 칼라 매칭) 출판
- '개혁파 교리학 교본' 오카다 미노루 신교 출판사
- '성경의 권위' 오야마령인 양군사
- '로마 가톨릭 교회에의 편지' 오야마령인 양군사
- '일문일답' 오야마령인 생명의 말사
- '조직신학' 헨리 시센 성경 도서 간행회